# تپه قز لار قلعه سی
تپه قز لار قلعه سی مربوط به سده‌های اولیه دوران‌های تاریخی پس از اسلام است و در شهرستان بوئین‌زهرا، بخش آبگرم، دهستان ولیعصر، ۲۵۰ متری شرق روستای دیدار واقع شده و این اثر در تاریخ ۲۶ اسفند ۱۳۸۶ با شمارهٔ ثبت ۲۲۲۲۷ به‌عنوان یکی از آثار ملی ایران به ثبت رسیده است.